# Пачелмське міське поселення
Па́челмське міське поселення (рос. Пачелмское городское поселение) — міське поселення у складі Пачелмського району Пензенської області Росії.
Адміністративний центр та єдиний населений пункт — селище міського типу Пачелма.

## Населення
Населення — 7536 осіб (2019; 8053 в 2010, 8735 у 2002).